# Viktória Pavuk
Viktória Pavuk (Boedapest, 30 december 1985) is een Hongaarse kunstschaatsster.
Pavuk is actief als soliste en wordt momenteel getraind door Zsofia Kulcsar en Zoltán Tóth. Voorheen werd ze onder anderen getraind door haar oudere zus Patricia Pavuk, Istvan Simon en Szabolcs Vidrai.
| records             | punten | datum      | toernooi            |
| ------------------- | ------ | ---------- | ------------------- |
| Hoogste totaalscore | 137.73 | 17-11-2007 | Trofee Eric Bompard |
| Hoogste korte kür   | 050.70 | 18-01-2006 | EK                  |
| Hoogste vrije kür   | 093.17 | 17-11-2007 | Trofee Eric Bompard |

## Belangrijke resultaten
| Kampioenschap           | 00/01 | 01/02 | 02/03 | 03/04  | 04/05 | 05/06 | 06/07  | 07/08 | 08/09 | 09/10 | 10/11 | 11/12     |
| ----------------------- | ----- | ----- | ----- | ------ | ----- | ----- | ------ | ----- | ----- | ----- | ----- | --------- |
| Olympische Spelen       |       |       |       |        |       | 23e   |        |       |       |       |       |           |
| Wereldkampioenschap     |       |       |       |        | 18e   | 25e   |        |       |       |       | 30e   | kw. (33e) |
| Europees Kampioenschap  |       |       |       | 4e     |       | 12e   | 18e    |       |       |       | 19e   |           |
| Nationaal Kampioenschap |       | Brons |       | Zilver |       |       | Zilver | Brons | 5e    |       | Goud  |           |
| WK junioren             | 21e   | 13e   | 12e   | 6e     |       |       |        |       |       |       |       |           |
| NK Junioren             | Goud  | Goud  | Goud  |        |       |       |        |       |       |       |       |           |